# Departament d'Energia dels Estats Units d'Amèrica
El Departament d'Energia dels Estats Units d'Amèrica (en anglès, United States Department of Energy i les sigles DOE) és un ministeri del Govern Federal dels Estats Units que s'ocupa de les polítiques respecte a l'energia i la seguretat en el maneig de material nuclear. Les seves responsabilitats inclouen el programa nacional d'armes nuclears, la producció de reactors nuclears per a la United States Navy, la conservació d'energia, la recerca científica relacionada amb l'energia, els residus nuclears i la producció domèstica d'energia. També la recerca en genòmica, el Projecte Genoma Humà originat per iniciativa de la DOE. La DOE espnsoritza més recerca en ciències físiques que cap altra agència federal dels Estats Units, la majoria de les quals es condueix a través del seu sistema de laboratoria nacionals (United States Department of Energy National Laboratories).
L'any 2012 tenia un pressupost de: $30.6 mil milions de dòlars.
Aquesta agència és administrada pel Secretari d'energia dels Estats Units, i la seva seu central és a Southwest Washington, D.C., a Independence Avenue en l'edifici James V. Forrestal Building, en honor de James Forrestal, com també a Germantown, Maryland.

## Història
L'any 1942, durant la Segona Guerra Mundial, els Estats Units iniciaren el Manhattan Project, un projecte per a desenvolupar la bomba atòmica. Després de la Guerra, el 1946, es va crear la Atomic Energy Commission (AEC) 
El 1974 l'AEC va donar pas a la Nuclear Regulatory Commission, que tenia la missió de regular la indústria de l'energia nuclear, i l'Energy Research and Development Administration, amb la missió de gestionar les armes nuclears, els reactor navals i el programa de desenvolupament de l'energia.
Per al crisi delpetroli de 1973, es va veure la necessitat de consolidar la política de l'energia. L'agost de 1977, el President Jimmy Carter signà la llei The Department of Energy Organization Act of 1977, amb la qual es va crear el Departament d'Energia. La nova agència, que va iniciar el seu funcionament l'1 d'octubre de 1977, consolidà la Federal Energy Administration, l'Energy Research and Development Administration, la Federal Power Commission, i altres programens d'altres agències.

## Laboratoris nacionals de DOE
- Ames Laboratory
- Argonne National Laboratory
- Brookhaven National Laboratory
- Fermi National Accelerator Laboratory
- Idaho National Laboratory
- Lawrence Berkeley National Laboratory
- Lawrence Livermore National Laboratory
- Los Alamos National Laboratory
- National Energy Technology Laboratory
- National Renewable Energy Laboratory
- Oak Ridge National Laboratory
- Pacific Northwest National Laboratory
- Princeton Plasma Physics Laboratory
- Sandia National Laboratories
- Savannah River National Laboratory
- SLAC National Accelerator Laboratory
- Thomas Jefferson National Accelerator Facility

Altres instal·lacions de la DOE inclouen:
- Albany Research Center
- Bannister Federal Complex
- Bettis Atomic Power Laboratory – centrat en el disseny i desenvolupament d'armes nuclears per a la U.S. Navy
- Kansas City Plant
- Knolls Atomic Power Laboratory –
- National Petroleum Technology Office
- Nevada Test Site
- New Brunswick Laboratory
- Office of Fossil Energy
- Office of River Protection  Arxivat 2010-01-04 a Wayback Machine. (Hanford Site)
- Pantex
- Radiological and Environmental Sciences Laboratory
- Y-12 National Security Complex
- Yucca Mountain nuclear waste repository

### Altres
- Pahute Mesa Airstrip – Nye County, Nevada, en suport de Nevada National Security Site

## Llista de Secretaris d'Energia
| #  | Nom                    | Inici            | Final            | President en exercici |
| -- | ---------------------- | ---------------- | ---------------- | --------------------- |
| 1  | James R. Schlesinger   | Agost 6, 1977    | Agost 23, 1979   | Jimmy Carter          |
| 2  | Charles W. Duncan, Jr. | Agost 24, 1979   | Gener 20, 1981   | Jimmy Carter          |
| 3  | James B. Edwards       | Gener 23, 1981   | Novembre 5, 1982 | Ronald Reagan         |
| 4  | Donald Paul Hodel      | Novembre 5, 1982 | Febrer 7, 1985   | Ronald Reagan         |
| 5  | John S. Herrington     | Febrer 7, 1985   | Gener 20, 1989   | Ronald Reagan         |
| 6  | James D. Watkins       | Març 1, 1989     | Gener 20, 1993   | George H.W. Bush      |
| 7  | Hazel R. O'Leary       | Gener 22, 1993   | Gener 20, 1997   | Bill Clinton          |
| 8  | Federico F. Peña       | Març 12, 1997    | Juny 30, 1998    | Bill Clinton          |
| 9  | Bill Richardson        | Agost 18, 1998   | Gener 20, 2001   | Bill Clinton          |
| 10 | Spencer Abraham        | Gener 20, 2001   | Gener 31, 2005   | George W. Bush        |
| 11 | Samuel W. Bodman       | Febrer 1, 2005   | Gener 20, 2009   | George W. Bush        |
| 12 | Steven Chu             | Gener 21, 2009   | Abril 22, 2013   | Barack Obama          |
| 13 | Ernest Moniz           | Maig 16, 2013    | Gener 20, 2017   | Barack Obama          |
| 14 | Rick Perry             | Març 2, 2017     | Titular          | Donald Trump          |